# Casa Geis
La Casa Geis, o Casa Antoni Josep Torrella, és un edifici del centre de Terrassa, situat al carrer del Gavatxons, inclòs en l'Inventari del Patrimoni Arquitectònic de Catalunya.

## Descripció
És un edifici entre mitgeres, de planta baixa i dos pisos, amb coberta de teula a dos vessants, amb el carener paral·lel a la línia de façana i ràfec al carrer. La composició de la façana és senzilla, amb obertures arrodonides, seguint l'estil propi de l'arquitecte Muncunill. A la planta baixa n'hi ha dues, la porta d'accés i una finestra. El primer pis és ocupat per una balconada de dues obertures i, el pis superior, per dos grups de dues finestres.

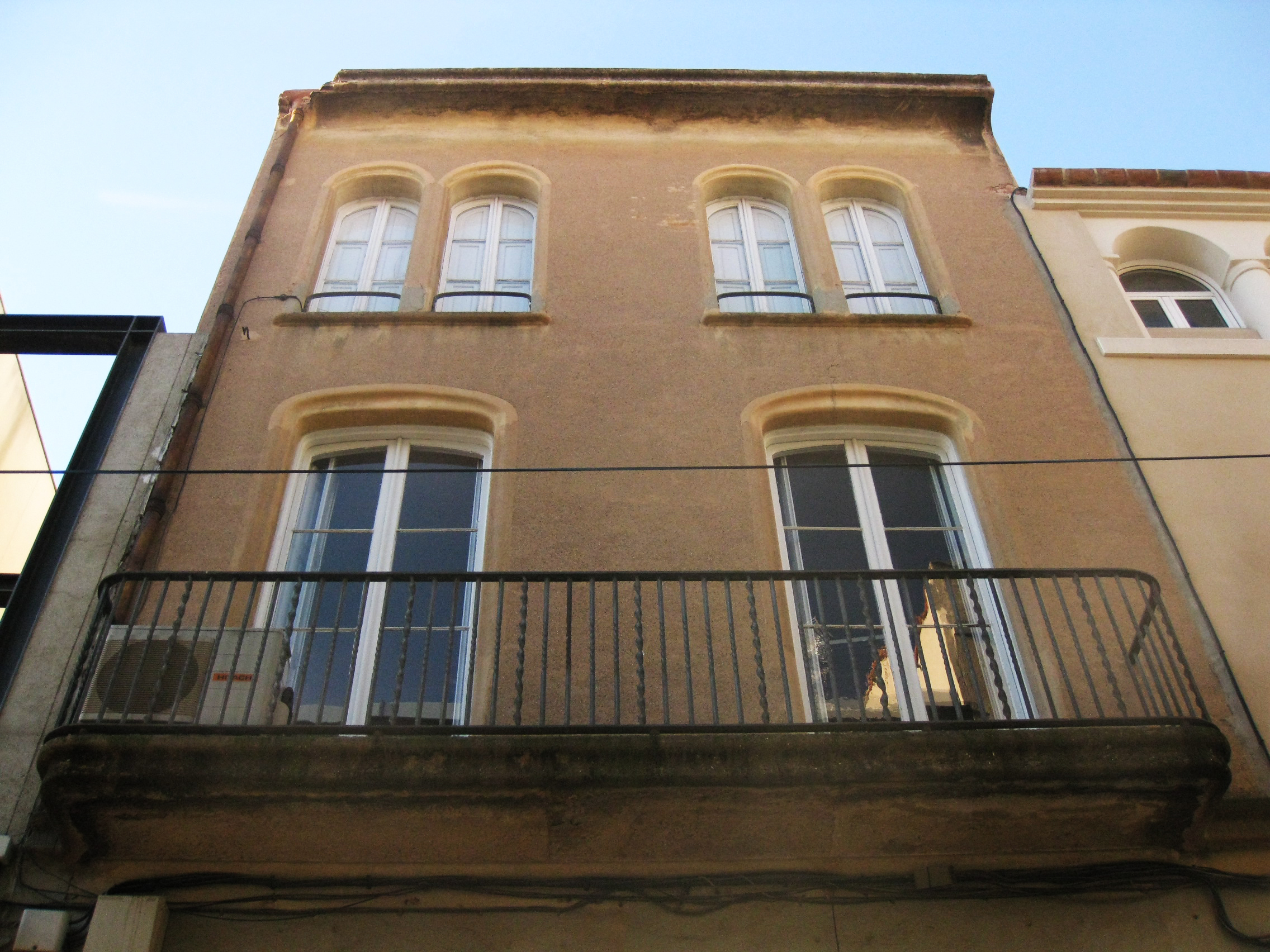
Detall de la part alta de la façana

## Història
La casa, obra de l'arquitecte Lluís Muncunill, va ser bastida l'any 1907. El 1980 s'habilità com a Museu de la Ràdio, per tal d'exhibir-hi la recopilació d'aparells radioreceptors feta pel terrassenc Eudald Aymerich. Actualment acull el Centre d'Interpretació de la Vila Medieval i les oficines de direcció i serveis del Museu de Terrassa.